# Seznam ledovcových jezer v Česku
Seznam ledovcových jezer v Česku zahrnuje pět karových ledovcových jezer na Šumavě a jedno morénové jezero v Krkonoších.
| jezero           | rozloha [ha] | délka (m) | šířka (m) | hloubka [m] | obvod (m) | objem (m³) | nadm. výška [m n. m.] | typ      | řeka (povodí)                   | obec         | okres      | souřadnice                       |
| ---------------- | ------------ | --------- | --------- | ----------- | --------- | ---------- | --------------------- | -------- | ------------------------------- | ------------ | ---------- | -------------------------------- |
| Černé jezero     | 18,805       | 700       | 460       | 40,6        | —         | 2 878 000  | 1 008                 | karový   | Černý potok (Úhlava)            | Železná Ruda | Klatovy    | 49°10′45″ s. š., 13°10′57″ v. d. |
| Čertovo jezero   | 10,531       | 479       | 296       | 37,0        | —         | 1 520 000  | 1 030                 | karový   | Jezerní potok (Řezná)           | Železná Ruda | Klatovy    | 49°9′54″ s. š., 13°11′52″ v. d.  |
| Plešné jezero    | 7,381        | 486       | 159       | 18,3        | 1 387     | 617 000    | 1 090                 | karový   | Jezerní potok (Vltava – Lipno)  | Nová Pec     | Prachatice | 48°46′35″ s. š., 13°51′55″ v. d. |
| Prášilské jezero | 4,148        | 281       | 192       | 15,0        | 770       | 270 000    | 1 080                 | karový   | Jezerní potok (Prášilský potok) | Prášily      | Klatovy    | 49°4′32″ s. š., 13°24′ v. d.     |
| Laka             | 2,414        | 324       | 83        | 3,9         | 845       | 40 000     | 1 096                 | karový   | Jezerní potok (Křemelná)        | Prášily      | Klatovy    | 49°6′39″ s. š., 13°19′41″ v. d.  |
| Mechové jezírko  | 0,048        | 46        | 24        | 1,2         | 115       | 260        | 944                   | morénový | Kotelský potok (Jizerka)        | Vítkovice    | Semily     | 50°44′25″ s. š., 15°32′23″ v. d. |